# Arbeitsgemeinschaft Deutscher Verkehrsflughäfen
Die   Arbeitsgemeinschaft Deutscher Verkehrsflughäfen e. V. (Flughafenverband ADV) ist ein Interessenverband mit Sitz in Berlin (früher Stuttgart).

## Geschichte
Die ADV ist der älteste zivile Luftfahrtverband in Deutschland. Die Gründung fand 1947 in Stuttgart statt. Erste Mitglieder waren die Flughäfen Bremen, Essen, Frankfurt a. M., Hamburg, Hannover, Köln, Mannheim, München und Stuttgart. In den Jahren 1948 bis 1950 kamen die Flughäfen Berlin, Düsseldorf und Nürnberg hinzu. 1960 wurde der Flughafen Berlin-Tegel in Betrieb genommen. Zusammen mit Saarbrücken und Münster/Osnabrück wurden zu dieser Zeit 13 Flughäfen in Deutschland im Fluglinienverkehr angeflogen.
Die Arbeitsgemeinschaft Österreichischer Verkehrsflughäfen (AÖV) mit ihren Mitgliedsflughäfen Graz, Innsbruck, Klagenfurt, Linz, Salzburg und Wien traten 1961 der ADV aufgrund vergleichbarer Aufgaben der Flughäfen im deutschsprachigen Raum als korrespondierende Mitglieder bei, danach ebenfalls die schweizerischen Flughäfen Basel-Mulhouse und Zürich. Nach der deutschen Wiedervereinigung traten die Flughäfen Berlin-Schönefeld, Dresden, Erfurt und Leipzig/Halle sowie Regionalflughäfen der Neuen Bundesländer der ADV bei.
Im Jahr 2003 eröffnete die ADV ihr Büro in Berlin und wurde Mitglied im Bundesverband der Deutschen Industrie (BDI). Nach Aufnahme des Flughafens Frankfurt-Hahn 2004 in das ADV-Direktorium zählten in Deutschland  19 internationale Verkehrsflughäfen, 39 regionale Verkehrsflughäfen und -landeplätze und zwei Sonderflughäfen für die Abwicklung von Werkverkehr (Finkenwerder und Oberpfaffenhofen) zur ADV. Im Jahr 2017 hatte der Flughafenverband ADV 22 internationale Verkehrsflughäfen, 10 große Regionalflughäfen sowie 10 korrespondierende Mitgliedsflughäfen in Österreich, Schweiz und Ungarn  als Mitglieder.
Anfangs hat die ADV vor allem in der Flughafentechnik durch wissenschaftliche Arbeiten und Lehrtätigkeiten den Aufbau des Luftverkehrsstandortes Deutschland geprägt. Kurze Zeit später wurde die ADV unter anderem zum Wegbereiter der Piktogrammsprache. Auch heute liegt in der  Facharbeit des Flughafenverbandes seine Kernkompetenz – so vertritt er beispielsweise die gemeinsamen Interessen der Mitglieder auf nationaler und internationaler Ebene und unterstützt die Bundesregierung in bilateralen Luftverkehrsverhandlungen.

## Präsident / Hauptgeschäftsführer
Präsidentin ist seit 2025 Aletta von Massenbach. Hauptgeschäftsführer ist seit 2007 Ralph Beisel.

## Aufgaben
Die ADV erstellt als Fachverband wissenschaftliche Studien. Die Entwicklung der nationalen und internationalen Zivilluftfahrt erfordert die kontinuierliche Erarbeitung von Antworten auf neue Fragestellungen. Die Studien der ADV dokumentieren  die sich verändernden luftverkehrspolitischen Rahmenbedingungen.

### Interessenvertretung und Förderung interner Zusammenarbeit
Als Bundesverband der deutschen Flughäfen setzt sich die ADV für einen leistungsstarken und wettbewerbsfähigen Luftverkehrsstandort Deutschland ein. In den für Flughäfen relevanten Gebieten Recht, Wirtschaft, Infrastruktur, Technik, Umweltschutz, Verkehr, Personal- und Sozialwesen bietet der Flughafenverband ADV seinen Mitgliedern mit Ausschüssen, Arbeitsgruppen und Task Forces eine Plattform für die fachliche Zusammenarbeit – und einen  Erfahrungsaustausch.

### Beratung von Politik und Verwaltung
Der Flughafenverband ADV berät die zuständigen nationalen und internationalen Körperschaften und Behörden bei Gesetzesvorhaben und bei der Durchführung gesetzlicher Bestimmungen und Maßnahmen, die die gemeinsamen Interessen seiner Mitglieder berühren.
Der Flughafenverband unterhält Beziehungen zu nationalen und internationalen Organisationen und Verbänden des Verkehrswesens. In deren Gremien vertritt und vermittelt die ADV die Anliegen der deutschen Flughäfen und unterstützt Ziele und Projekte, die im Interesse ihrer Mitglieder liegen. Sie nimmt darüber hinaus an den bilateralen Luftverkehrsverhandlungen der Bundesregierung teil. Während der Krise rund um das neuartige Coronavirus forderte der Verband Liquiditätshilfen und Kostenübernahmen von Bundes- und Landesregierungen.

### Wissenschaftliche Arbeit
Wissenschaftliche Ausarbeitungen der ADV dienen den Mitgliedern als Leitmaterial und Entscheidungshilfen. Einschlägige wissenschaftliche Arbeiten Dritter werden von der Arbeitsgemeinschaft Deutscher Verkehrsflughäfen unterstützt, die darüber hinaus auch bei  Forschungsvorhaben projektbegleitend mitwirkt.
Die ADV setzt sich unter anderem für den bedarfsgerechten Ausbau von Flughäfen, die Beschleunigung von Genehmigungsverfahren, angemessene Flughafenentgelte, wirtschaftliche Betriebszeiten sowie ausgewogene Regelungen zum Fluglärm- und Umweltschutz ein. Die ADV ist in sechs Fachbereiche organisiert: Recht, Security, Safety, Wirtschaft, Verkehr und Umwelt.

### Passagierzahlen
Im Rahmen ihrer Aufgaben führt und veröffentlicht die ADV monatlich in der ADV-Verkehrsstatistik die Verkehrszahlen der Mitgliedsflughäfen. Mit der ständigen Beobachtung der Verkehrsentwicklung und den darauf aufbauenden Einschätzungen will die ADV wichtige Grundlagen für die fachliche Arbeit der ADV, der deutschen Flughäfen und für die breitere Fachöffentlichkeit legen.
Bei diesen Zählungen differenziert die ADV Passagiere in:
- Örtliches (lokales) Fluggastaufkommen. Definiert als ankommende und abfliegende Passagiere (einschl. Umsteiger) ohne Transitfluggäste.
- Transitfluggäste. Definiert als Fluggäste, die innerhalb einer Flugstrecke (Flug unter gleicher Flugnummer) auf den Berichtsflughäfen zwischenlanden. Für Interkontinentalflüge muss zusätzlich die gleiche Flugzeugregistrierung vorliegen.
- Umsteiger. Definiert als Passagiere, die ihre Gesamtflugreise (Zusammensetzung von Teilstrecken) zwischen Herkunfts- und Endzielflughafen unterbrechen und unter einer anderen Flugnummer (bzw. bei gleicher Flugnummer mit einem anderen Flugzeug) weiterfliegen.
- Gesamter Fluggastverkehr. Definiert als ankommende, abfliegende und Transitfluggäste einschl. Umsteiger.

### Frachtaufkommen
Auch das Frachtaufkommen wird vom ADV gezählt und in Tonnage angegeben.

## Mitglieder
Der Flughafenverband ADV vertritt die Interessen von:
- 22 internationalen Verkehrsflughäfen in Deutschland (diese Einstufung zum int. Flughafen nimmt der ADV außerhalb der rechtlichen Situation vor)
- 10 große regionale Flughäfen in Deutschland
- 10 Korrespondierenden Mitgliedern in Österreich, der Schweiz und Ungarn, mit denen die ADV eng zusammenarbeitet

Weiterhin gehören dem Flughafenverband ADV als außerordentliche Mitglieder u. a. alle Bundesländer, der Deutsche Städtetag, verschiedene Städte sowie Industrie- und Handelskammern an.